# Hexane (maladie professionnelle)
Pour les articles homonymes, voir Hexane.
Une intoxication à l'hexane peut être reconnue comme maladie professionnelle en France, sous certaines conditions.
Ce sujet relève du domaine de la législation sur la protection sociale et a un caractère davantage  juridique que médical. 

## Législation en France

### Régime général
| Fiche Maladie professionnelle | Fiche Maladie professionnelle | Fiche Maladie professionnelle |
| Ce tableau définit les critères à prendre en compte pour qu'une affection provoquée par l'hexane soit prise en charge au titre de la maladie professionnelle | Ce tableau définit les critères à prendre en compte pour qu'une affection provoquée par l'hexane soit prise en charge au titre de la maladie professionnelle | Ce tableau définit les critères à prendre en compte pour qu'une affection provoquée par l'hexane soit prise en charge au titre de la maladie professionnelle |
| Régime Général. Date de création : 2 mars 1973 | Régime Général. Date de création : 2 mars 1973 | Régime Général. Date de création : 2 mars 1973 |
| Tableau N° 59 RG | Tableau N° 59 RG | Tableau N° 59 RG |
| Intoxications professionnelles par l'hexane | Intoxications professionnelles par l'hexane | Intoxications professionnelles par l'hexane |
| --- | --- | --- |
| Désignation des Maladies | Délai de prise en charge | Liste indicative des principaux travaux susceptibles de provoquer ces maladies                                                                               |
| Polynévrites, avec troubles des réactions électriques. | 30 jours | Travaux de collage, notamment sur cuir ou Matière plastique, avec des produits contenant de l'hexane.                                                        |
| Date de mise à jour : | | |

### Régime agricole
| Fiche Maladie professionnelle | Fiche Maladie professionnelle | Fiche Maladie professionnelle |
| Ce tableau définit les critères à prendre en compte pour qu'une affection provoquée par l'hexane soit prise en charge au titre de la maladie professionnelle | Ce tableau définit les critères à prendre en compte pour qu'une affection provoquée par l'hexane soit prise en charge au titre de la maladie professionnelle | Ce tableau définit les critères à prendre en compte pour qu'une affection provoquée par l'hexane soit prise en charge au titre de la maladie professionnelle |
| Régime Agricole. Date de création : 27 janvier 1976 | Régime Agricole. Date de création : 27 janvier 1976 | Régime Agricole. Date de création : 27 janvier 1976 |
| Tableau N° 41 RA | Tableau N° 41 RA | Tableau N° 41 RA |
| Intoxications professionnelles par l'hexane | Intoxications professionnelles par l'hexane | Intoxications professionnelles par l'hexane |
| --- | --- | --- |
| Désignation des Maladies | Délai de prise en charge | Liste indicative des principaux travaux susceptibles de provoquer ces maladies                                                                               |
| Polynévrites, avec troubles des réactions électriques. | 30 jours | Travaux de collage, notamment sur cuir ou Matière plastique, avec des produits contenant de l'hexane.                                                        |
| Date de mise à jour : | | |

### Sources spécifiques
- (fr) Tableau N° 59 des maladies professionnelles du régime Général
- (fr) Tableau N° 41 des maladies professionnelles du régime Agricole
- (fr) Fiche INRS

### Sources générales
- (fr) Tableaux du régime Général sur le site de l’AIMT
- (fr) Guide des maladies professionnelles de l’INRS (tableaux et commentaires)